# Utrecht (tartomány)
Utrecht Hollandia egyik tartománya. Székhelye: Utrecht.